# 864년

## 연호
- 당(唐) 함통(咸通) 5년
- 일본(日本) 조간(貞観) 6년

## 기년
- 당(唐) 의종(懿宗) 5년
- 신라(新羅) 경문왕(景文王) 4년
- 발해(渤海) 대건황(大虔晃) 7년

## 사건
- 6월 - 조간 대분화가 일어나다.

## 탄생
- 신라(新羅)말 고려(高麗)는 초기(草奇) 승려(僧侶) 형미(逈微)